# Kim Ung-Yong
Kim Ung-Yong (Seül, 7 de març de 1963) és un sud-coreà conegut per haver estat un nen prodigi. Va aconseguir un coeficient intel·lectual de 210 en un test Stanford-Binet, segons el Guinness World Records. Va aprendre càlcul diferencial a l'edat de tres anys, i al seu quart aniversari podia llegir i escriure coreà, japonès, alemany i anglès. El 2 de novembre de 1967 (amb quatre anys) va aparèixer a un programa de televisió japonès on va resoldre problemes difícils de càlcul diferencial i integral, i també va demostrar el seu domini dels idiomes abans citats.
Va estudiar física a la Universitat de Hanyang dels tres als sis anys. Als set anys va ser convidat als Estats Units per la NASA. Va aconseguir el grau en física a la Universitat de Colorado abans de complir quinze anys. El 1974 va començar a col·laborar activament amb la NASA, fins que el 1978 va retornar a Corea.
En aquests moments Kim està a la Universitat de Chungbuk.